# Emily Kemp
Emily Kathryn Kempová (* 1992 Ottawa) je kanadská reprezentantka v orientačním běhu. Mezi její největší úspěchy patří bronzová medaile z klasiky na juniorském mistrovství světa 2012 ve slovenských Košicích a čtvrté místo z krátké trati na mistrovství světa v orientačním běhu 2016 ve švédském Strömstadu. V současnosti běhá za finský klub Angelniemen Ankkuri, francouzský NOSE a kanadský OOC.

## Sportovní kariéra
| Přehled úspěchů na Mistrovství světa | Přehled úspěchů na Mistrovství světa | Přehled úspěchů na Mistrovství světa | Přehled úspěchů na Mistrovství světa | Přehled úspěchů na Mistrovství světa |
| Mistrovství světa                    | Middle                               | Long                                 | Štafety                              | Mix štafety                          |
| ------------------------------------ | ------------------------------------ | ------------------------------------ | ------------------------------------ | ------------------------------------ |
| Savoie 2011                          | Q                                    | X                                    | 12. místo                            | X                                    |
| Vuokatti 2013                        | 26. místo                            | 25. místo                            | 20. místo                            | X                                    |
| Trentino 2014                        | 11. místo                            | 25. místo                            | 19. místo                            | X                                    |
| Inverness 2015                       | 36. místo                            | 20. místo                            | 19. místo                            | X                                    |
| Strömstad 2016                       | 4. místo                             | 8. místo                             | 20. místo                            | 19. místo                            |

| Přehled úspěchů na Mistrovství světa juniorů | Přehled úspěchů na Mistrovství světa juniorů | Přehled úspěchů na Mistrovství světa juniorů | Přehled úspěchů na Mistrovství světa juniorů | Přehled úspěchů na Mistrovství světa juniorů |
| Mistrovství světa juniorů                    | Sprint                                       | Middle                                       | Long                                         | Štafety                                      |
| -------------------------------------------- | -------------------------------------------- | -------------------------------------------- | -------------------------------------------- | -------------------------------------------- |
| Göteborg 2008                                | 37. místo                                    | 33. místo                                    | 62. místo                                    | X                                            |
| San Marino 2009                              | 48. místo                                    | 24. místo                                    | 27. místo                                    | 18. místo                                    |
| Ålborg 2010                                  | 56. místo                                    | 13. místo                                    | 42. místo                                    | X                                            |
| Wejherowo 2011                               | 38. místo                                    | 22. místo                                    | 13. místo                                    | 26. místo                                    |
| Košice 2012                                  | X                                            | 17. místo                                    | 3. místo                                     | 13. místo                                    |

| Přehled úspěchů na Mistrovství Evropy | Přehled úspěchů na Mistrovství Evropy | Přehled úspěchů na Mistrovství Evropy | Přehled úspěchů na Mistrovství Evropy | Přehled úspěchů na Mistrovství Evropy |
| Mistrovství Evropy                    | Sprint                                | Middle                                | Long                                  | Štafety                               |
| ------------------------------------- | ------------------------------------- | ------------------------------------- | ------------------------------------- | ------------------------------------- |
| Jeseník 2016                          | X                                     | 4. místo                              | 7. místo                              | X                                     |
| Palmela 2014                          | X                                     | 27. místo                             | 28. místo                             | 15. místo                             |